# Marian Sârbu
Marian Sârbu (n. 12 ianuarie 1958, Budești, jud. Călărași) este un politician român, fost Ministrul al Muncii din partea PSD.
În prezent este lider al partidului Uniunea Națională pentru Progresul României.
Înainte de 1990, a fost fotbalist, fiind înregistrat cu cartea de muncă la o fabrică de prelucrare a lemnului din județul Argeș.
În 1990 a pus bazele unei federații sindicale, pentru ca apoi să fie printre fondatorii CNSLR, organizație care mai târziu se va uni cu mișcarea sindicală CSI Frăția, a lui Miron Mitrea.
Cei doi au înființat împreună un partid, care în câțiva ani a fost înghițit de PDSR.
În 1994 a fost numit secretar de stat în Ministerul Muncii.
Doi ani mai târziu a candidat pentru un fotoliu de deputat, reușind ca la fiecare rundă de alegeri să-și rezerve un loc în Parlamentul României.
În perioada 2000-2003 a fost ridicat la rangul de ministru al muncii, iar din 2003 până în 2004 a fost ministru delegat pentru relația cu partenerii sociali.
Între timp a reușit să-și desăvârșească și studiile, făcând un doctorat la Universitatea Creștină „Dimitrie Cantemir”, cunoscută ca fiind unitatea de învățământ care are la bază o fundație a sindicatelor.
În cadrul activității sale parlamentare, Marian Sârbu a fost membru în următoarele grupuri parlamentare de prietenie: 
- legislatura 1996-2000: Republica Libaneză, Regatul Thailandei, Regatul Belgiei;
- legislatura 2004-2008: Republica Arabă Egipt, Republica Austria;
- legislatura 2008-2012: Republica Franceză-Adunarea Națională;

La data de 18 iulie 2014, Marian Sârbu a demisionat din funcția de prim-vicepreședintele al ASF. În august 2014, Marian Sârbu a fost numit consul al României în Dubai.